# Liste der Monuments historiques in Charny (Côte-d’Or)
Die Liste der Monuments historiques in Charny führt die Monuments historiques in der französischen Gemeinde Charny auf.

## Liste der Immobilien
| Bezeichnung       | Beschreibung                            | Standort                 | Kennzeichnung | Schutzstatus | Datum | Bild |
| ----------------- | --------------------------------------- | ------------------------ | ------------- | ------------ | ----- | ---- |
| Château de Charny | Burg, 12. Jahrhundert, um 1614 zerstört | Rue du Château (Lage)    | PA00112180    | Classé       | 1924  |      |
| Wegekreuz         | Stein, 16. Jahrhundert                  | südlich des Ortes (Lage) | PA00112181    | Classé       | 1922  |      |

## Liste der Objekte
| Bezeichnung                          | Beschreibung                                                                                | Standort                        | Kennzeichnung | Schutzstatus | Datum | Bild |
| ------------------------------------ | ------------------------------------------------------------------------------------------- | ------------------------------- | ------------- | ------------ | ----- | ---- |
| Skulptur Heiliger Antonius der Große | Kalkstein, farbig gefasst, 16. Jahrhundert                                                  | in der Kirche St-Germain (Lage) | PM21000524    | Classé       | 1936  |      |
| Antenpendium                         | Leder, bemalt und vergoldet, vergoldeter Holzrahmen, 17. Jahrhundert                        | in der Kirche St-Germain (Lage) | PM21000525    | Classé       | 1967  |      |
| Hauptaltar                           | Altartisch, Altaraufbau und Tabernakel; Holz, farbig gefasst und vergoldet, 18. Jahrhundert | in der Kirche St-Germain (Lage) | PM21003464    | Classé       | 1973  |      |